# Orteza

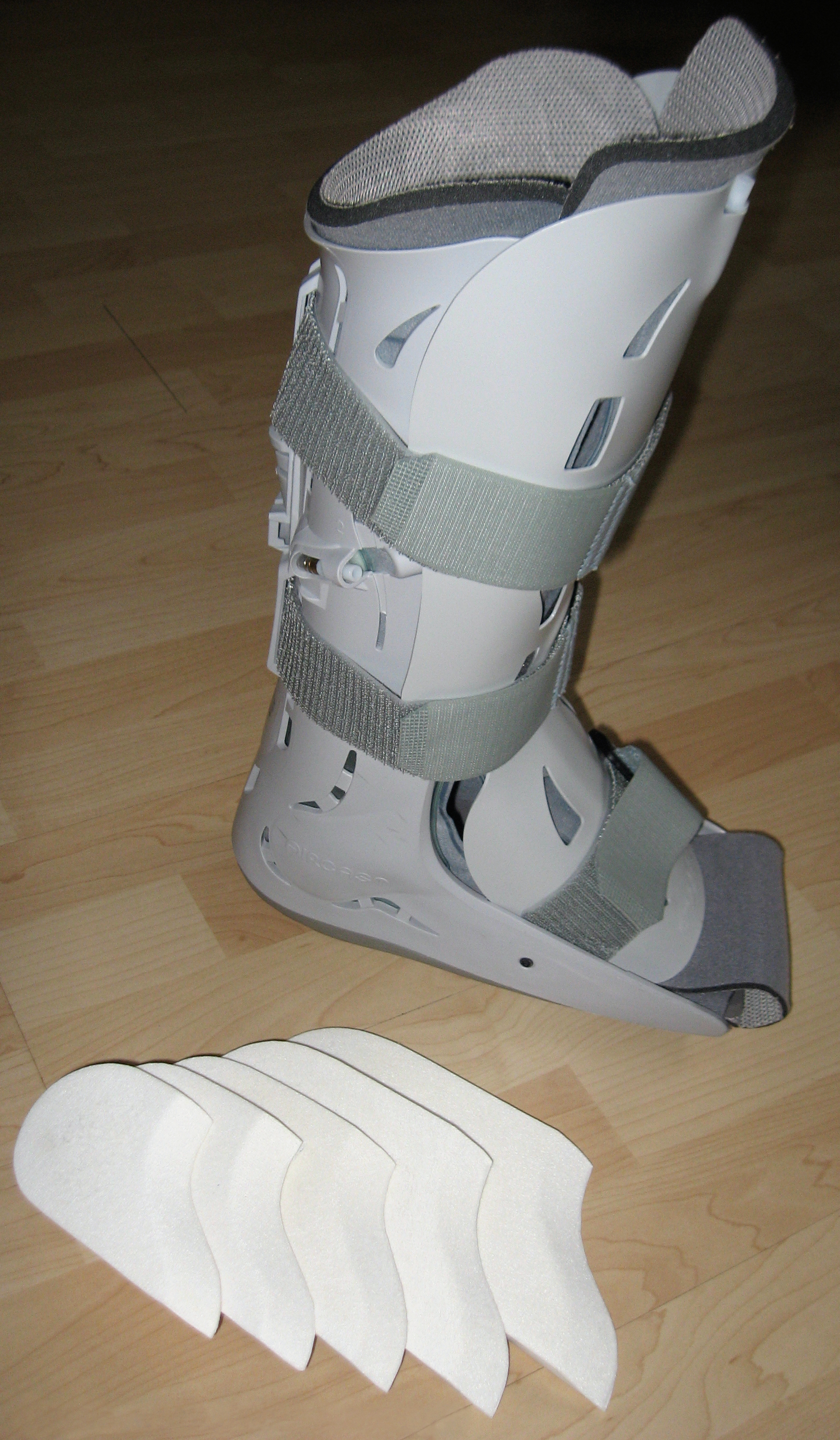
Orteza stawu skokowego

Orteza (od ortopedyczna proteza) – aparat ortopedyczny stabilizujący stawy lub odcinek ciała, zwykle zastępujący opatrunek gipsowy. Jego głównym zadaniem jest unieruchomienie stawów kończyn, które uległy urazom np. skręcenia, zwichnięcia lub  zerwania więzadeł. Niektóre ortezy mogą być stosowane w leczeniu złamań, zwłaszcza kości płaskich i krótkich. Ze względu na konstrukcję ortezy podzielić można na sztywne, półsztywne (półelastyczne) i miękkie (elastyczne). Ze względu na pełnioną funkcję ortezy dzieli się na: kompresyjne, stabilizujące, kompensacyjne i korekcyjne.
Wśród stabilizatorów wyróżnić można:
- ortezy odcinka szyjnego kręgosłupa (→ kołnierz ortopedyczny),
- ortezy odcinka piersiowego kręgosłupa (→ gorset ortopedyczny),
- ortezy odcinka lędźwiowo-krzyżowego kręgosłupa,
- ortezy nadgarstka i ręki,
- ortezy stawu barkowego,
- ortezy stawu łokciowego,
  - w tym ortezy odwodzące barku
- ortezy stawu biodrowego,
  - w tym ortezy odwiedzeniowe
- ortezy stawu kolanowego,
- ortezy stawu skokowego.